# Liste der Nummer-eins-Hits in Bulgarien (2013)
Diese Liste der Nummer-eins-Hits basiert auf den offiziellen Chartlisten (Airplay Top 5 / BG Top 5) der Bulgarian Association of the Music Producers (BAMP), der bulgarischen Landesgruppe der IFPI, im Jahr 2013.

## Singles
| ← 2012 ← | Liste der Nummer-eins-Hits in Bulgarien (Airplay) | Liste der Nummer-eins-Hits in Bulgarien (Airplay)                       | Liste der Nummer-eins-Hits in Bulgarien (Airplay) | 2014 →                    |
| \| Zeitraum \| Wo. ges. \| Interpret \| Titel Autor(en) \| Zusätzliche Informationen \| \| (Zeitraum, Wochen auf Platz eins, Interpret, Titel, Autor[en], zusätzliche Informationen) \| \| \| \| \| \| ----------------------------------------------------------------------------------------- \| -------- \| ----------------------------------------------------------------------- \| ---------------------------------------------------------------------------------------------------------------------------------------------------------------- \| ------------------------- \| \| 12. November 2012 – 13. Januar 2013 9 Wochen (insgesamt 10) \| 10 \| Rihanna \| Diamonds Tor Erik Hermansen, Mikkel S. Eriksen, Sia Furler, Benjamin Levin \| – \| \| 14. Januar 2013 – 3. Februar 2013 3 Wochen \| 3 \| Will.i.am feat. Britney Spears \| Scream & Shout William Adams, Jef Martens, Jean-Baptiste Kouame \| – \| \| 4. Februar 2013 – 10. Februar 2013 1 Woche (insgesamt 10) \| 10 \| Rihanna \| Diamonds Tor Erik Hermansen, Mikkel S. Eriksen, Sia Furler, Benjamin Levin \| – \| \| 11. Februar 2013 – 17. Februar 2013 1 Woche \| 1 \| Arash feat. Sean Paul \| She Makes Me Go Robert Uhlmann, Roberto Zanetti, Sean Paul Henriques, Arash Labaf \| – \| \| 18. Februar 2013 – 3. März 2013 2 Wochen \| 2 \| Low Deep T \| Casablanca Low Deep T \| – \| \| 4. März 2013 – 17. März 2013 2 Wochen \| 2 \| Rihanna feat. Mikky Ekko \| Stay John Sudduth, Elof Loelv, Justin Parker \| – \| \| 18. März 2013 – 24. März 2013 1 Woche \| 1 \| One Direction \| One Way or Another (Teenage Kicks) Deborah Harry, Nigel Harrison, John O’Neill \| – \| \| 25. März 2013 – 7. April 2013 2 Wochen \| 2 \| Macklemore & Ryan Lewis feat. Wanz \| Thrift Shop Ben Haggerty, Ryan Lewis \| – \| \| 8. April 2013 – 14. April 2013 1 Woche \| 1 \| Pitbull feat. Christina Aguilera \| Feel This Moment Armando C. Perez, Christina Aguilera, Nasri Atweh, Adam Messinger, Urales Vargas, Nolan Lambroza; Magne Furuholmen, Morten Harket, Pål Waaktaar \| – \| \| 15. April 2013 – 21. April 2013 1 Woche \| 1 \| Justin Timberlake \| Mirrors Justin Timberlake, Timothy Mosley, Jerome Harmon, James Fauntleroy \| – \| \| 22. April 2013 – 12. Mai 2013 3 Wochen \| 3 \| Били Хлапето feat. Графа / Billy Hlapeto feat. Grafa \| Както искаш / Kakto iskash \| – \| \| 13. Mai 2013 – 16. Juni 2013 5 Wochen (insgesamt 8) \| 8 \| Rudimental \| Waiting All Night Kesi Dryden, Piers Aggett, Amir Izadkhah, Jonny Harris, James Newman \| – \| \| 17. Juni 2013 – 23. Juni 2013 1 Woche \| 1 \| Macklemore & Ryan Lewis feat. Ray Dalton \| Can’t Hold Us Ben Haggerty, Ryan Lewis \| – \| \| 24. Juni 2013 – 30. Juni 2013 1 Woche (insgesamt 8) \| 8 \| Rudimental \| Waiting All Night Kesi Dryden, Piers Aggett, Amir Izadkhah, Jonny Harris, James Newman \| – \| \| 1. Juli 2013 – 7. Juli 2013 1 Woche (insgesamt 2) \| 2 \| Naughty Boy feat. Sam Smith \| La La La James Murray, Shahid Khan, James Napier, Mustafa Omer, Sam Smith, Al-Hakam El Kaubaisy, Jonnie Coffer, Frobisher Mbabazi \| – \| \| 8. Juli 2013 – 21. Juli 2013 2 Wochen (insgesamt 8) \| 8 \| Rudimental \| Waiting All Night Kesi Dryden, Piers Aggett, Amir Izadkhah, Jonny Harris, James Newman \| – \| \| 22. Juli 2013 – 28. Juli 2013 1 Woche \| 1 \| Графа feat. Венци & Михаела Филева / Grafa feat. Venzy & Mihaela Fileva \| А дано, ама надали / A dano, ama nadali \| – \| \| 29. Juli 2013 – 4. August 2013 1 Woche (insgesamt 2) \| 2 \| Naughty Boy feat. Sam Smith \| La La La James Murray, Shahid Khan, James Napier, Mustafa Omer, Sam Smith, Al-Hakam El Kaubaisy, Jonnie Coffer, Frobisher Mbabazi \| – \| \| 5. August 2013 – 15. September 2013 6 Wochen \| 6 \| Avicii \| Wake Me Up Tim Bergling, Mike Einziger, Aloe Blacc, Ash Pournouri \| – \| \| 16. September 2013 – 27. Oktober 2013 6 Wochen \| 6 \| Katy Perry \| Roar Max Martin, Lukasz Gottwald, Katy Perry, Henry Walter, Bonnie McKee \| – \| \| 28. Oktober 2013 – 1. Dezember 2013 5 Wochen \| 5 \| Miley Cyrus \| Wrecking Ball Stephan Moccio, Lukasz Gottwald, Sacha Skarbek, Henry Russell Walter, Maureen Ann McDonald \| – \| \| 2. Dezember 2013 – 5. Januar 2014 5 Wochen \| 5 \| One Direction \| Story of My Life John Ryan, Julian Bunetta, Jamie Scott, Harry Styles, Liam Payne, Louis Tomlinson, Niall Horan, Zayn Malik \| – \| |                                                   |                                                                         | |                           |
| ← 2012 |                                                   |                                                                         | | → 2014 →                  |
| Zeitraum | Wo. ges.                                          | Interpret                                                               | Titel Autor(en) | Zusätzliche Informationen |
| (Zeitraum, Wochen auf Platz eins, Interpret, Titel, Autor[en], zusätzliche Informationen) |                                                   |                                                                         | |                           |
| 12. November 2012 – 13. Januar 2013 9 Wochen (insgesamt 10) | 10                                                | Rihanna                                                                 | Diamonds Tor Erik Hermansen, Mikkel S. Eriksen, Sia Furler, Benjamin Levin                                                                                       | –                         |
| 14. Januar 2013 – 3. Februar 2013 3 Wochen | 3                                                 | Will.i.am feat. Britney Spears                                          | Scream & Shout William Adams, Jef Martens, Jean-Baptiste Kouame                                                                                                  | –                         |
| 4. Februar 2013 – 10. Februar 2013 1 Woche (insgesamt 10) | 10                                                | Rihanna                                                                 | Diamonds Tor Erik Hermansen, Mikkel S. Eriksen, Sia Furler, Benjamin Levin                                                                                       | –                         |
| 11. Februar 2013 – 17. Februar 2013 1 Woche | 1                                                 | Arash feat. Sean Paul                                                   | She Makes Me Go Robert Uhlmann, Roberto Zanetti, Sean Paul Henriques, Arash Labaf                                                                                | –                         |
| 18. Februar 2013 – 3. März 2013 2 Wochen | 2                                                 | Low Deep T                                                              | Casablanca Low Deep T | –                         |
| 4. März 2013 – 17. März 2013 2 Wochen | 2                                                 | Rihanna feat. Mikky Ekko                                                | Stay John Sudduth, Elof Loelv, Justin Parker | –                         |
| 18. März 2013 – 24. März 2013 1 Woche | 1                                                 | One Direction                                                           | One Way or Another (Teenage Kicks) Deborah Harry, Nigel Harrison, John O’Neill                                                                                   | –                         |
| 25. März 2013 – 7. April 2013 2 Wochen | 2                                                 | Macklemore & Ryan Lewis feat. Wanz                                      | Thrift Shop Ben Haggerty, Ryan Lewis | –                         |
| 8. April 2013 – 14. April 2013 1 Woche | 1                                                 | Pitbull feat. Christina Aguilera                                        | Feel This Moment Armando C. Perez, Christina Aguilera, Nasri Atweh, Adam Messinger, Urales Vargas, Nolan Lambroza; Magne Furuholmen, Morten Harket, Pål Waaktaar | –                         |
| 15. April 2013 – 21. April 2013 1 Woche | 1                                                 | Justin Timberlake                                                       | Mirrors Justin Timberlake, Timothy Mosley, Jerome Harmon, James Fauntleroy                                                                                       | –                         |
| 22. April 2013 – 12. Mai 2013 3 Wochen | 3                                                 | Били Хлапето feat. Графа / Billy Hlapeto feat. Grafa                    | Както искаш / Kakto iskash | –                         |
| 13. Mai 2013 – 16. Juni 2013 5 Wochen (insgesamt 8) | 8                                                 | Rudimental                                                              | Waiting All Night Kesi Dryden, Piers Aggett, Amir Izadkhah, Jonny Harris, James Newman                                                                           | –                         |
| 17. Juni 2013 – 23. Juni 2013 1 Woche | 1                                                 | Macklemore & Ryan Lewis feat. Ray Dalton                                | Can’t Hold Us Ben Haggerty, Ryan Lewis | –                         |
| 24. Juni 2013 – 30. Juni 2013 1 Woche (insgesamt 8) | 8                                                 | Rudimental                                                              | Waiting All Night Kesi Dryden, Piers Aggett, Amir Izadkhah, Jonny Harris, James Newman                                                                           | –                         |
| 1. Juli 2013 – 7. Juli 2013 1 Woche (insgesamt 2) | 2                                                 | Naughty Boy feat. Sam Smith                                             | La La La James Murray, Shahid Khan, James Napier, Mustafa Omer, Sam Smith, Al-Hakam El Kaubaisy, Jonnie Coffer, Frobisher Mbabazi                                | –                         |
| 8. Juli 2013 – 21. Juli 2013 2 Wochen (insgesamt 8) | 8                                                 | Rudimental                                                              | Waiting All Night Kesi Dryden, Piers Aggett, Amir Izadkhah, Jonny Harris, James Newman                                                                           | –                         |
| 22. Juli 2013 – 28. Juli 2013 1 Woche | 1                                                 | Графа feat. Венци & Михаела Филева / Grafa feat. Venzy & Mihaela Fileva | А дано, ама надали / A dano, ama nadali | –                         |
| 29. Juli 2013 – 4. August 2013 1 Woche (insgesamt 2) | 2                                                 | Naughty Boy feat. Sam Smith                                             | La La La James Murray, Shahid Khan, James Napier, Mustafa Omer, Sam Smith, Al-Hakam El Kaubaisy, Jonnie Coffer, Frobisher Mbabazi                                | –                         |
| 5. August 2013 – 15. September 2013 6 Wochen | 6                                                 | Avicii                                                                  | Wake Me Up Tim Bergling, Mike Einziger, Aloe Blacc, Ash Pournouri                                                                                                | –                         |
| 16. September 2013 – 27. Oktober 2013 6 Wochen | 6                                                 | Katy Perry                                                              | Roar Max Martin, Lukasz Gottwald, Katy Perry, Henry Walter, Bonnie McKee                                                                                         | –                         |
| 28. Oktober 2013 – 1. Dezember 2013 5 Wochen | 5                                                 | Miley Cyrus                                                             | Wrecking Ball Stephan Moccio, Lukasz Gottwald, Sacha Skarbek, Henry Russell Walter, Maureen Ann McDonald                                                         | –                         |
| 2. Dezember 2013 – 5. Januar 2014 5 Wochen | 5                                                 | One Direction                                                           | Story of My Life John Ryan, Julian Bunetta, Jamie Scott, Harry Styles, Liam Payne, Louis Tomlinson, Niall Horan, Zayn Malik                                      | –                         |

| ← 2012 ← | Liste der Nummer-eins-Hits in Bulgarien (national) | Liste der Nummer-eins-Hits in Bulgarien (national)                      | Liste der Nummer-eins-Hits in Bulgarien (national) | 2014 → |
| \| Zeitraum \| Wo. ges. \| Interpret \| Titel Autor(en) \| Zusätzliche Informationen \| \| (Zeitraum, Wochen auf Platz eins, Interpret, Titel, Autor[en], zusätzliche Informationen) \| \| \| \| \| \| ----------------------------------------------------------------------------------------- \| -------- \| ----------------------------------------------------------------------- \| --------------------------------------- \| ----------------------------------------------------------------------------------------------------------------------------------- \| \| 3. Dezember 2012 – 13. Januar 2013 6 Wochen (insgesamt 9) \| 9 \| Орлин Павлов feat. Бобо / Orlin Pavlov feat. Bobo \| Секунда / Sekunda \| Als Sänger der Band Kaffe endeten die Erfolge mit dem Eurovision Song Contest 2005, seitdem ist Orlin Pavlov solo sehr erfolgreich. \| \| 14. Januar 2013 – 20. Januar 2013 1 Woche \| 1 \| Криско / Krisko \| Не дължа нищо / Ne dalja nishto \| – \| \| 21. Januar 2013 – 10. Februar 2013 3 Wochen (insgesamt 9) \| 9 \| Орлин Павлов feat. Бобо / Orlin Pavlov feat. Bobo \| Секунда / Sekunda \| – \| \| 11. Februar 2013 – 17. Februar 2013 1 Woche \| 1 \| Сантра / Santra \| Нещо по-добро / Neshto po-dobro \| – \| \| 18. Februar 2013 – 7. April 2013 7 Wochen \| 7 \| Михаела Филева feat. Венци / Mihaela Fileva feat. Venzy \| Опасно близки / Opasno blizki \| – \| \| 8. April 2013 – 9. Juni 2013 9 Wochen \| 9 \| Били Хлапето feat. Графа / Billy Hlapeto feat. Grafa \| Както искаш / Kakto iskash \| – \| \| 10. Juni 2013 – 16. Juni 2013 1 Woche \| 1 \| Венци feat. Печенката / Venzy feat. Pe4enkata \| Под открито небе / Pod otkrito nebe \| – \| \| 17. Juni 2013 – 4. August 2013 7 Wochen \| 7 \| Графа feat. Венци & Михаела Филева / Grafa feat. Venzy & Mihaela Fileva \| А дано, ама надали / A dano, ama nadali \| – \| \| 5. August 2013 – 18. August 2013 2 Wochen \| 2 \| Део, Лео, Рафи & Игратa / Deo, Leo, Raffi & Igrata \| 4D \| – \| \| 19. August 2013 – 1. September 2013 2 Wochen \| 2 \| Абсолютни Животни и Михаела Филева / Absolutni Jivotni & Mihaela Fileva \| Дай знак пак / Dai znak pak \| – \| \| 2. September 2013 – 22. September 2013 3 Wochen \| 3 \| Кристо и Лора Караджова / Kristo & Lora Karadjova \| Повече от всичкo / Poveche ot vsichko \| – \| \| 23. September 2013 – 17. November 2013 8 Wochen \| 8 \| Ангел & Моисей / Angel & Moisey \| Тази снимка пази / Tazi snimka pazi \| – \| \| 18. November 2013 – 24. November 2013 1 Woche \| 1 \| Михаела Филева / Mihaela Fileva \| Приливи и отливи / Prilivi i Otlivi \| – \| \| 25. November 2013 – 5. Januar 2014 6 Wochen \| 6 \| Рафи / Raffi \| Не ме разбра / Ne me razbra \| – \| |                                                    |                                                                         |                                                    | |
| ← 2012 |                                                    |                                                                         |                                                    | → 2014 → |
| Zeitraum | Wo. ges.                                           | Interpret                                                               | Titel Autor(en)                                    | Zusätzliche Informationen |
| (Zeitraum, Wochen auf Platz eins, Interpret, Titel, Autor[en], zusätzliche Informationen) |                                                    |                                                                         |                                                    | |
| 3. Dezember 2012 – 13. Januar 2013 6 Wochen (insgesamt 9) | 9                                                  | Орлин Павлов feat. Бобо / Orlin Pavlov feat. Bobo                       | Секунда / Sekunda                                  | Als Sänger der Band Kaffe endeten die Erfolge mit dem Eurovision Song Contest 2005, seitdem ist Orlin Pavlov solo sehr erfolgreich. |
| 14. Januar 2013 – 20. Januar 2013 1 Woche | 1                                                  | Криско / Krisko                                                         | Не дължа нищо / Ne dalja nishto                    | – |
| 21. Januar 2013 – 10. Februar 2013 3 Wochen (insgesamt 9) | 9                                                  | Орлин Павлов feat. Бобо / Orlin Pavlov feat. Bobo                       | Секунда / Sekunda                                  | – |
| 11. Februar 2013 – 17. Februar 2013 1 Woche | 1                                                  | Сантра / Santra                                                         | Нещо по-добро / Neshto po-dobro                    | – |
| 18. Februar 2013 – 7. April 2013 7 Wochen | 7                                                  | Михаела Филева feat. Венци / Mihaela Fileva feat. Venzy                 | Опасно близки / Opasno blizki                      | – |
| 8. April 2013 – 9. Juni 2013 9 Wochen | 9                                                  | Били Хлапето feat. Графа / Billy Hlapeto feat. Grafa                    | Както искаш / Kakto iskash                         | – |
| 10. Juni 2013 – 16. Juni 2013 1 Woche | 1                                                  | Венци feat. Печенката / Venzy feat. Pe4enkata                           | Под открито небе / Pod otkrito nebe                | – |
| 17. Juni 2013 – 4. August 2013 7 Wochen | 7                                                  | Графа feat. Венци & Михаела Филева / Grafa feat. Venzy & Mihaela Fileva | А дано, ама надали / A dano, ama nadali            | – |
| 5. August 2013 – 18. August 2013 2 Wochen | 2                                                  | Део, Лео, Рафи & Игратa / Deo, Leo, Raffi & Igrata                      | 4D                                                 | – |
| 19. August 2013 – 1. September 2013 2 Wochen | 2                                                  | Абсолютни Животни и Михаела Филева / Absolutni Jivotni & Mihaela Fileva | Дай знак пак / Dai znak pak                        | – |
| 2. September 2013 – 22. September 2013 3 Wochen | 3                                                  | Кристо и Лора Караджова / Kristo & Lora Karadjova                       | Повече от всичкo / Poveche ot vsichko              | – |
| 23. September 2013 – 17. November 2013 8 Wochen | 8                                                  | Ангел & Моисей / Angel & Moisey                                         | Тази снимка пази / Tazi snimka pazi                | – |
| 18. November 2013 – 24. November 2013 1 Woche | 1                                                  | Михаела Филева / Mihaela Fileva                                         | Приливи и отливи / Prilivi i Otlivi                | – |
| 25. November 2013 – 5. Januar 2014 6 Wochen | 6                                                  | Рафи / Raffi                                                            | Не ме разбра / Ne me razbra                        | – |